# Mokhtārī
Mokhtārī (persiska: مختاری) är en ort i Iran.   Den ligger i provinsen Khorasan, i den nordöstra delen av landet, 700 km öster om huvudstaden Teheran. Mokhtārī ligger 1 736 meter över havet och antalet invånare är 119.
Terrängen runt Mokhtārī är kuperad söderut, men norrut är den platt. Runt Mokhtārī är det ganska glesbefolkat, med 25 invånare per kvadratkilometer. Närmaste större samhälle är Qesh Robāţ, 7,1 km nordost om Mokhtārī. Trakten runt Mokhtārī består i huvudsak av gräsmarker.